# Поля Авраама
Поля Авраама  (фр. Plaines Abraham) — местность возле исторического центра города Квебек. В наше время — часть города, парк, место боевой славы.
В настоящее время здесь расположен Национальный музей изящных искусств Квебека.

## История
Поля названы в честь Авраама Мартина (фр. Abraham Martin dit Écossais) (1589—1664), рыбака и речного лоцмана по прозвищу шотландец. Мартин переехал в Квебек в 1635 году вместе со своей женой Маргаритой Ланглуа и получил 32 акра земли от Компании «Новая Франция».

## Битва на Полях Авраама

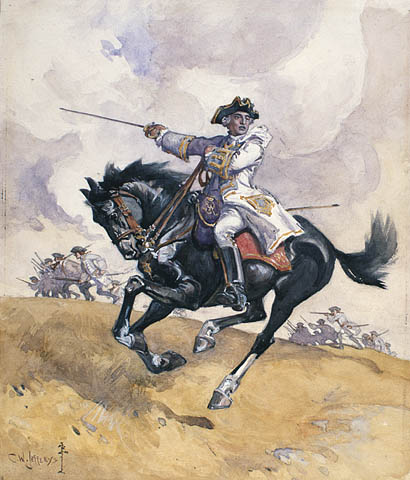
Монкальм (Montcalm) ведёт свои войска в бой. Акварель Чарльза Уильяма Джефрис (Charles William Jefferys) (1869—1951)

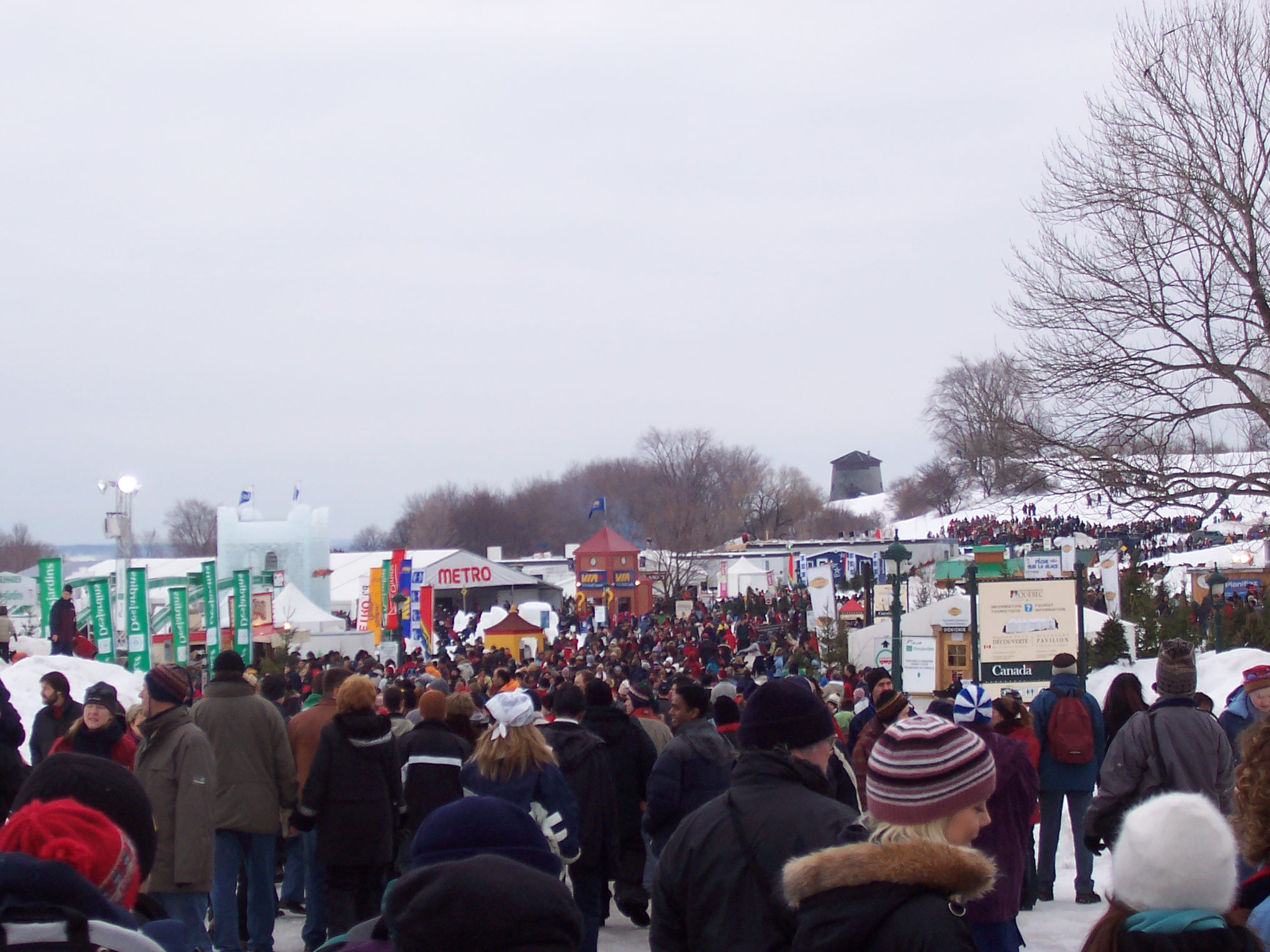

13 сентября 1759 года на Полях Авраама (тогда — пастбище за стенами города) состоялась решающее сражение между англичанами и французами в Семилетней войне.
Английским войском руководил генерал Джеймс Вольф (James Wolfe), французским — маркиз де Монкальм (Montcalm). Оба военачальника погибли во время этой битвы.
Победа была на стороне англичан. Вследствие неё город Квебек, а годом позже — и вся Новая Франция, перешли под контроль Великобритании.